# Ponte Alves Lima
A Ponte Alves Lima é do tipo pênsil e esta localizada entre as cidades de Ribeirão Claro, no estado do Paraná e Chavantes, em território paulista, cruzando o extenso Rio Paranapanema.
Esta ponte é uma raridade arquitetônica e o seu projeto é similar a famosa ponte pênsil brasileira da cidade de Florianópolis: a Hercílio Luz.
A Alves Lima foi tombada pelo patrimônio histórico, em âmbito estadual, duas vezes: em 1985, pelo Conselho de Defesa do Patrimônio Histórico, Arqueológico e Artístico de São Paulo (Condephaat) e, em 2001, pelo Conselho Estadual do Patrimônio Histórico do Paraná.
O nome é uma homenagem ao seu idealizador, o fazendeiro Manoel Antônio Alves Lima.
É a única ponte pênsil do Brasil com o piso e as laterais revestidos em madeira.

## História
Para agilizar o escoamento da produção cafeeira do norte (pioneiro) paranaense, o proprietário de uma das maiores fazendas de café do Paraná, a Monte Claro, resolveu bancar, juntamente com as prefeituras de Ribeirão Claro e Chavantes a construção da ponte e no início da década de 1920, Manoel Antônio Alves Lima concluiu e entregou, aos dois municípios, a obra.
Na Revolução de 1924, os revoltosos paulistas, em fuga para Foz do Iguaçu, queimaram a ponte, que foi construída em madeira, para tentar retardar a perseguição das tropas legalistas. Em 1928 ela foi reerguida.
Na Revolução Constitucionalista de 1932 a ponte foi novamente destruída, quando as tropas paulistas dinamitaram a mesma com a intenção de retardar o avanço das tropas leais a Getúlio Vargas. Mais uma vez a ponte foi reconstruída, agora em 1936.
Em 1983 a ponte foi levada pelas águas do Paranapanema, numa das maiores enchentes da região. Em 1985 ela foi recuperada, sendo interditada em 2006 para reformas e entregue a população local em junho de 2011.
Na madrugada do dia 7 de novembro de 2020, a menos de um mês para o centenário de sua construção, um incêndio destruiu parcialmente a estrutura no lado paranaense.